# Nsukka group
Nsukka group è un collettivo di artisti nigeriani formatosi all'interno della University of Nigeria, Nsukka nel 1970. I membri del collettivo sono noti per lavorare e promuovere la pratica artistica uli (tipica della comunità nigeriana Igbo), incorporando i disegni tipici della tradizione con media contemporanei come la pittura acrilica, tempere, gouache, inchiostro, pastello, pittura ad olio e acquerello.
Ben noto in Nigeria e sempre più riconosciuto all'estero, i membri dello Nsukka group stanno emergendo come un importante gruppo di artisti contemporanei africani in grado di combinare assieme l'arte della tradizione con il presente, partecipando attivamente alla scena artistica attuale.
Nonostante il fatto che tradizionalmente gli artisti uli fossero per lo più donne, il collettivo Nsukka group è composto principalmente da artisti di sesso maschile. 
Alcuni membri sono stati poeti e scrittori, oltre che artisti.

## Pratica artistica
Caratteristiche fondamentali del lavoro dello Nsukka group, di rimando alla tradizione uli sono la bidimensionalità, l'asimmetria, la contrapposizione tra spazi positivi e spazi negativi. 
La pratica artistica del collettivo nasce e si sviluppa da una prima opera di selezione e poi di modificazione dei disegni tradizionali uli, sottolineandone le caratteristiche stilistiche più che motivi decorativi specifici.

## Componenti
- Tayo Adenaike
- El Anatsui
- Chike Aniakor
- Olu Oguibe
- Uche Okeke
- Ada Udechukwu
- Obiora Udechukwu